# Bounphisith Songkhamphou
Bounphisith Songkhamphou (ur. 15 maja 1953) – laotański bokser, olimpijczyk.
Wystąpił na Letnich Igrzyskach Olimpijskich 1980 w wadze lekkiej do 60 kg. W 1/16 finału zmierzył się z Polakiem Kazimierzem Adachem, z którym przegrał przez RSC w drugiej rundzie (Adach zdobył brąz na tych igrzyskach). 